# 舒羅維奇
50°16′3″N 25°1′18″E / 50.26750°N 25.02167°E
舒羅維奇（烏克蘭語：Щуровичі），是烏克蘭西部的村莊，隸屬利維夫州的舍普季茨基區。該村始建於1648年，面積1.42平方公里，海拔高度194米，2001年人口484，人口密度每平方公里340.85人。